# Malaria Control Project
Malaria Control Project（マラリア・コントロール・プロジェクト）とは、Berkeley Open Infrastructure for Network Computing（BOINC）を用いた分散コンピューティングプロジェクトの一つ。臨床疫学および熱帯熱マラリアの博物学の確率モデリングを行うものである。分散コンピューティングプロジェクトグループのAfrica@homeの一つとして行われている。

## 経緯
伝播動態のシミュレーションモデルおよびマラリアの健康への影響は、予防対策の重要な手段となる。これらは、蚊を防ぐ蚊帳や化学療法、新しいワクチンの開発において最適な戦略を決定するのに使われる。
スイス熱帯研究所はマラリア疫学のためにコンピュータモデルを開発し、所内の40台のマシンを利用して予備的計算を行った。しかし、モデルを有効にし、充分にシミュレートするにはもっと多くのコンピュータ能力が必要とあることがわかった。この問題を解決するため、分散コンピューティングを活用した本プロジェクトが立ち上げられた。当初、このアプリケーションを開発した科学者が使うことができるコンピュータでは40年かかるとされた解析は、分散コンピューティングにより数ヶ月で完了すると見込まれている。